# Livinallongo del Col di Lana
Livinallongo del Col di Lana es una localidad italiana de la provincia de Belluno, región de Véneto , con 1.418 habitantes.

## Evolución demográfica
| Gráfica de evolución demográfica de Livinallongo del Col di Lana entre 1861 y 2001 |
|                                                                                    |
| Fuente ISTAT - elaboración gráfica de Wikipedia                                    |